# Antodice spilota
Antodice spilota là một loài bọ cánh cứng trong họ Cerambycidae.